# Biserica de lemn din Spulber-Vale

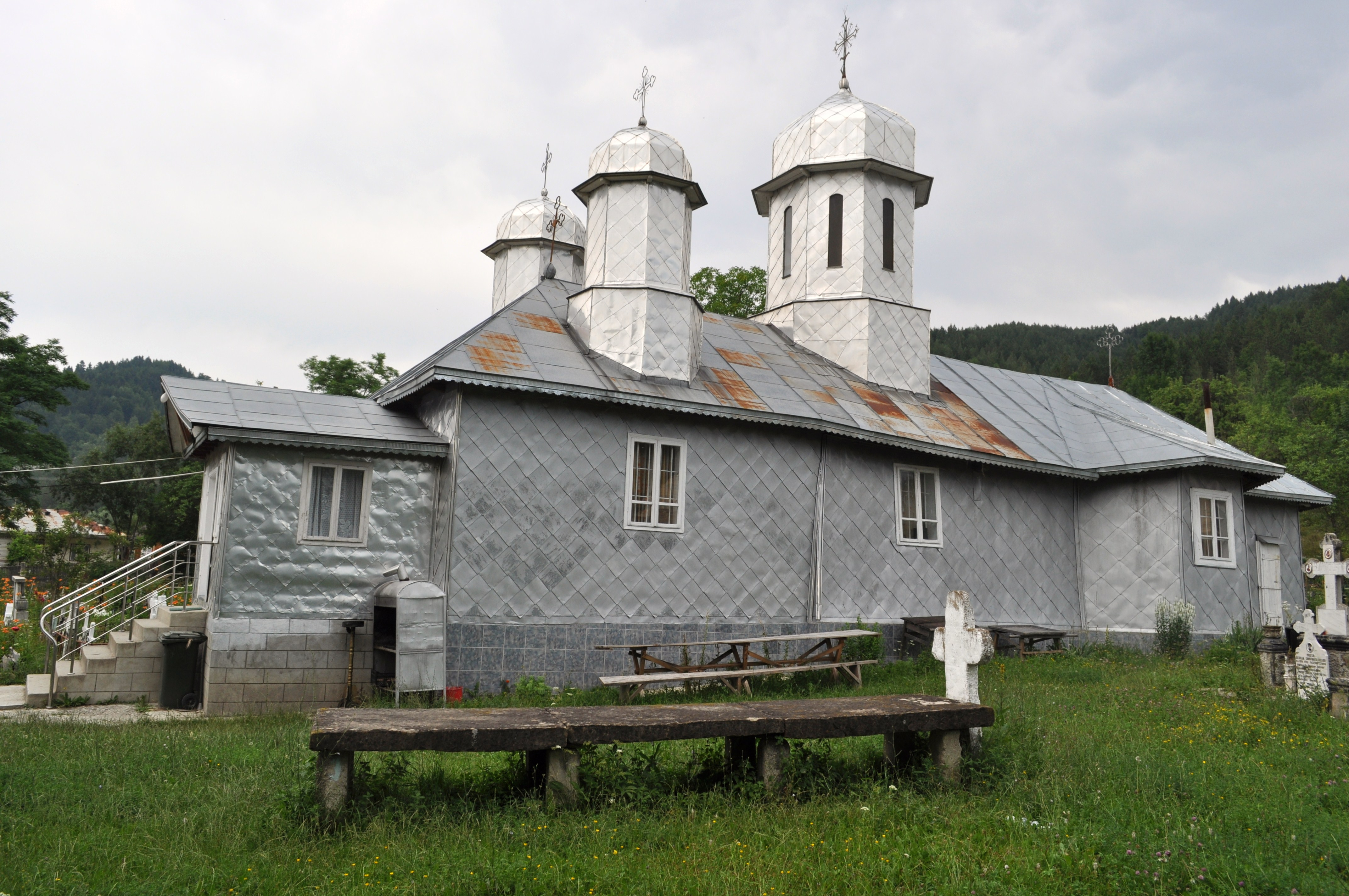
Biserica de lemn „Sfântul Nicolae” din Spulber-vale, comuna Spulber, județul Vrancea, foto: iulie 2011.

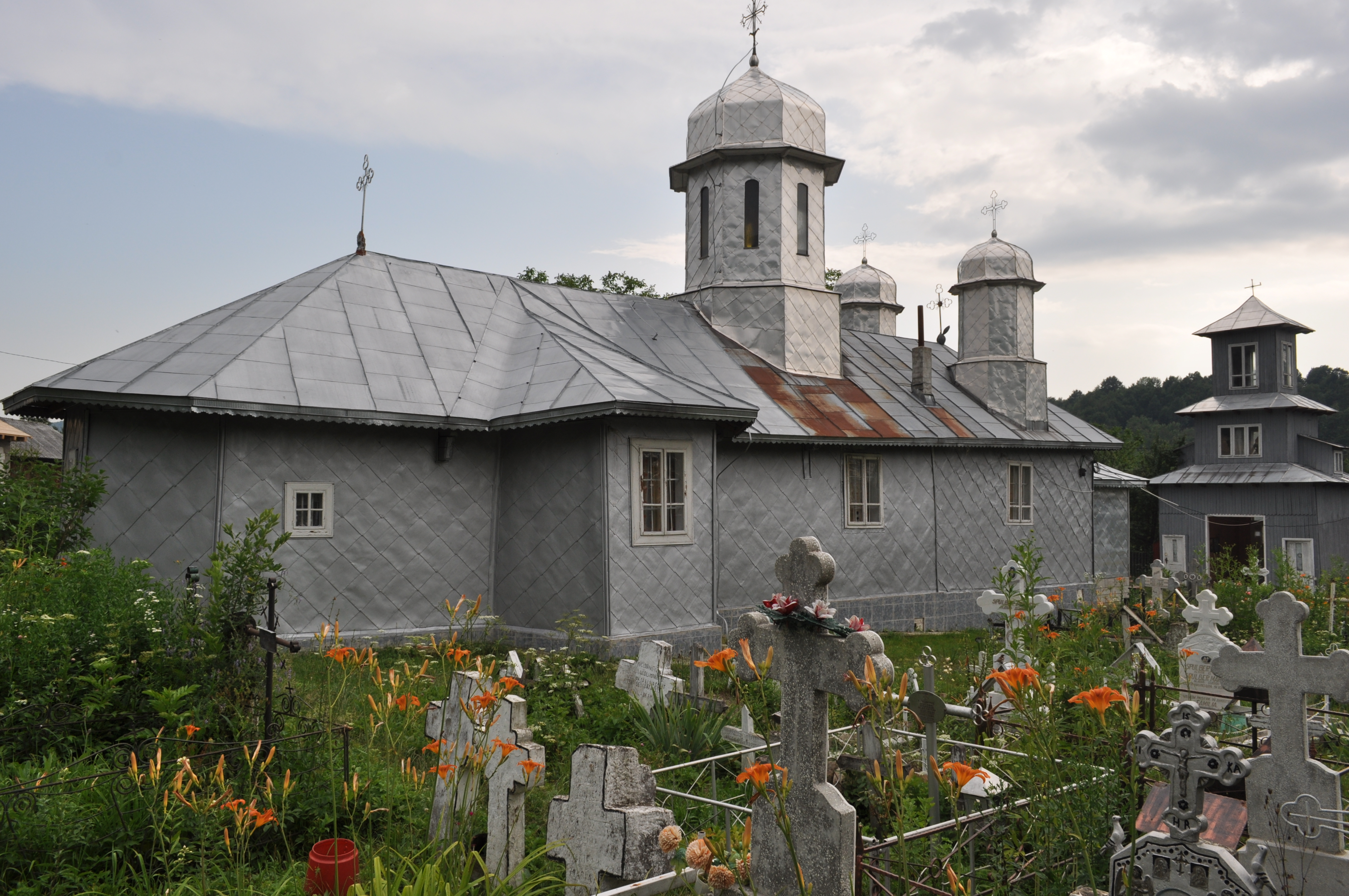
Biserica (nord-est)

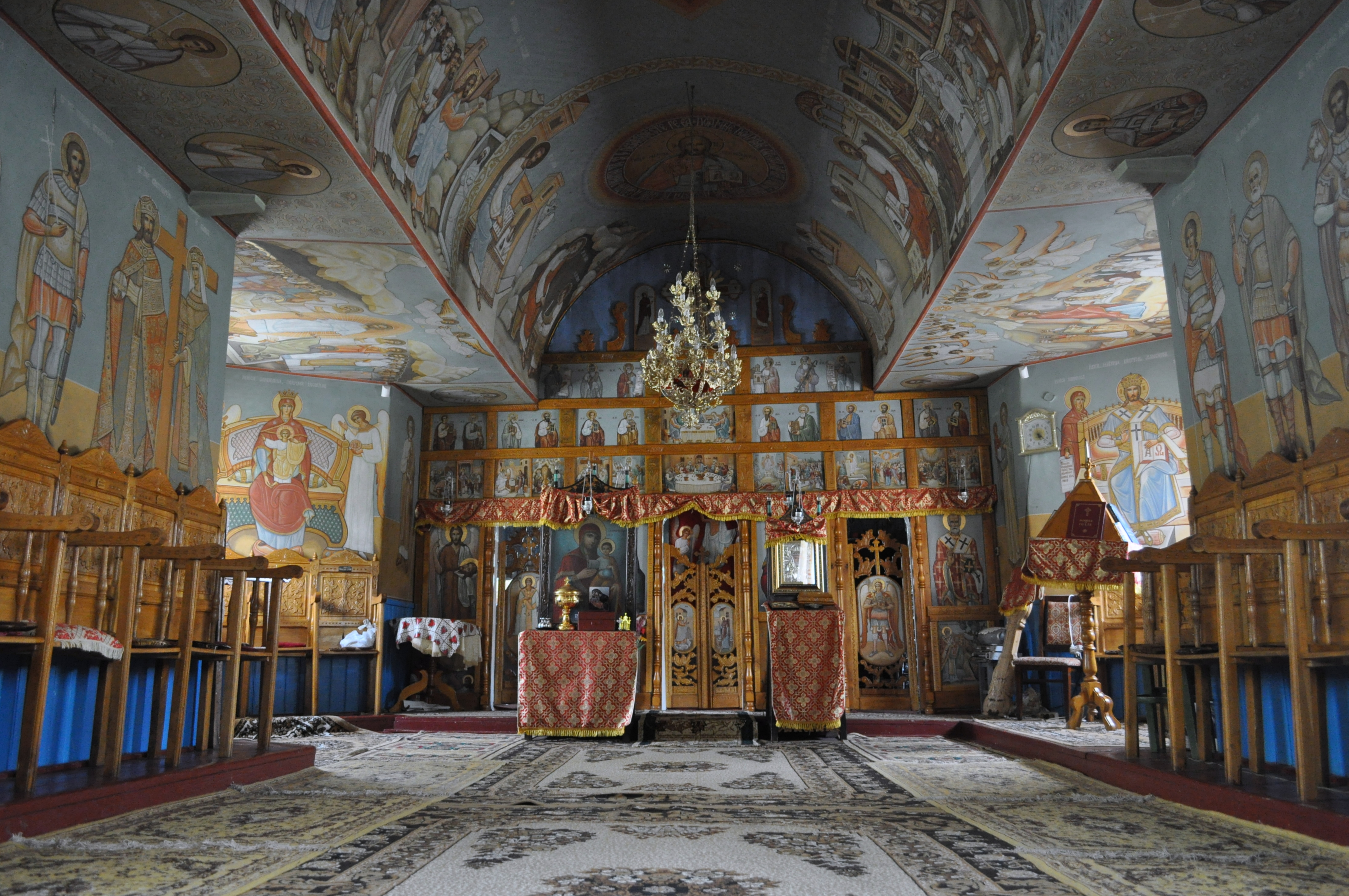
Interiorul navei

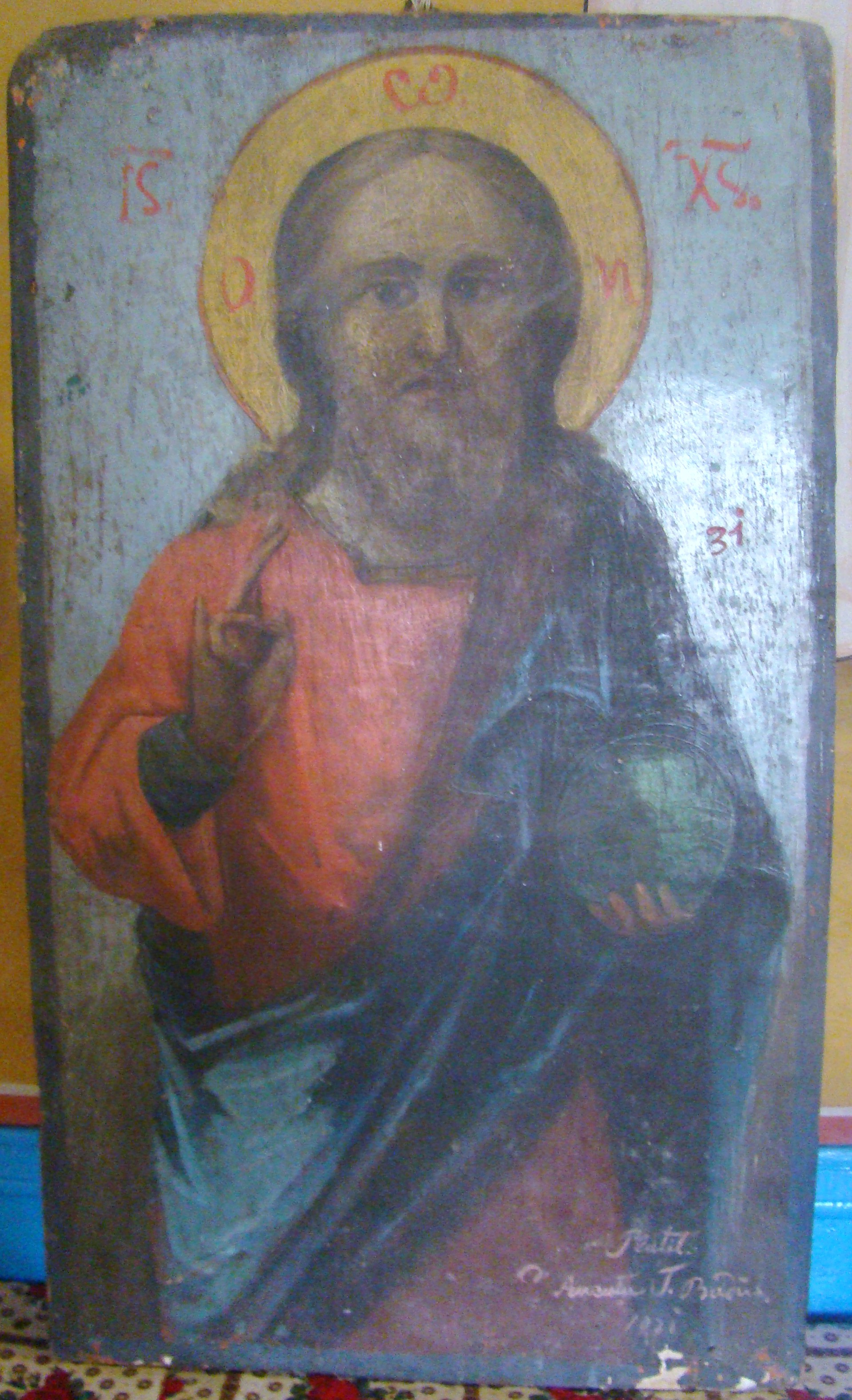
Iisus binecuvântând

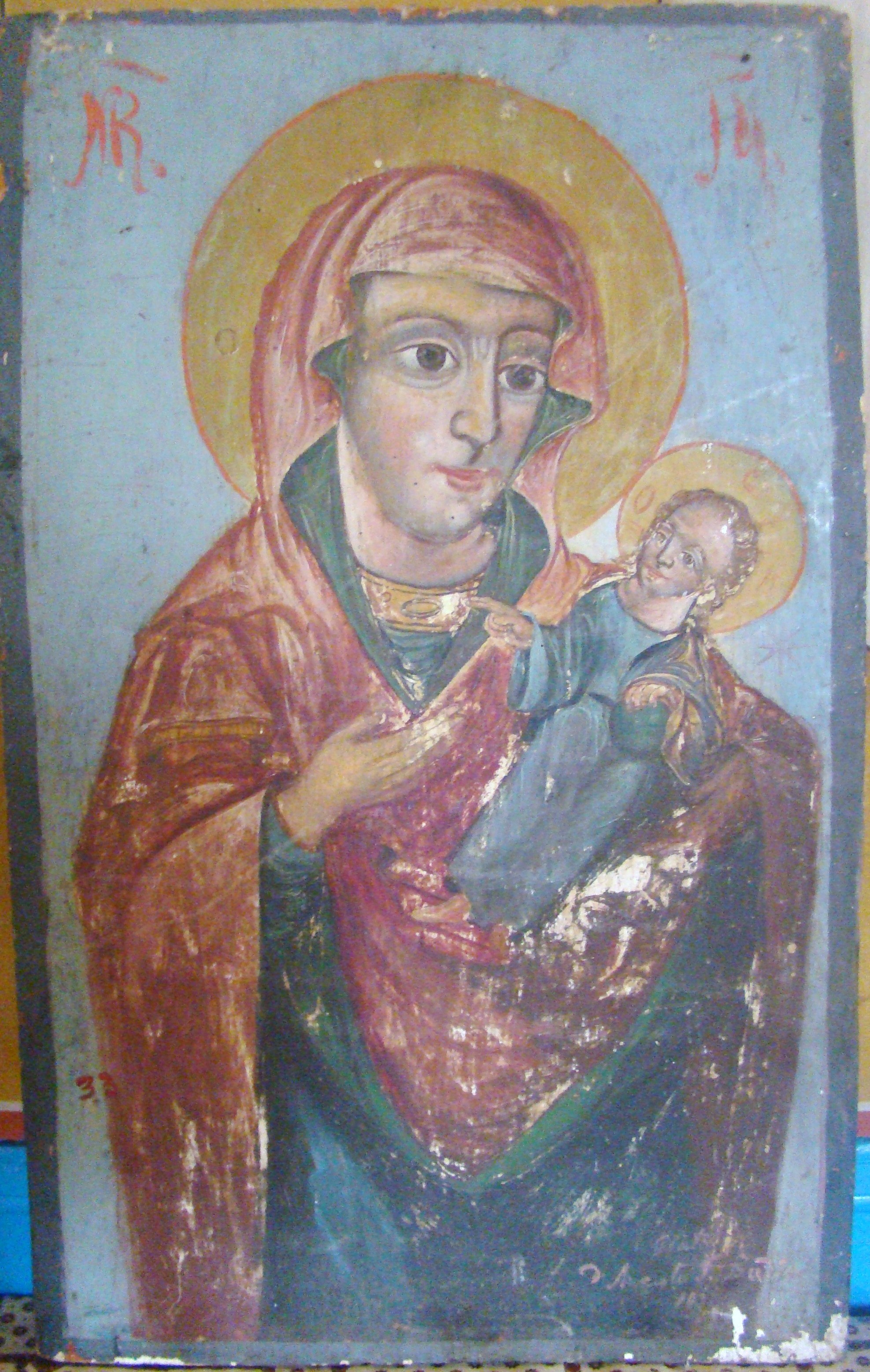
Maica Domnului cu Pruncul

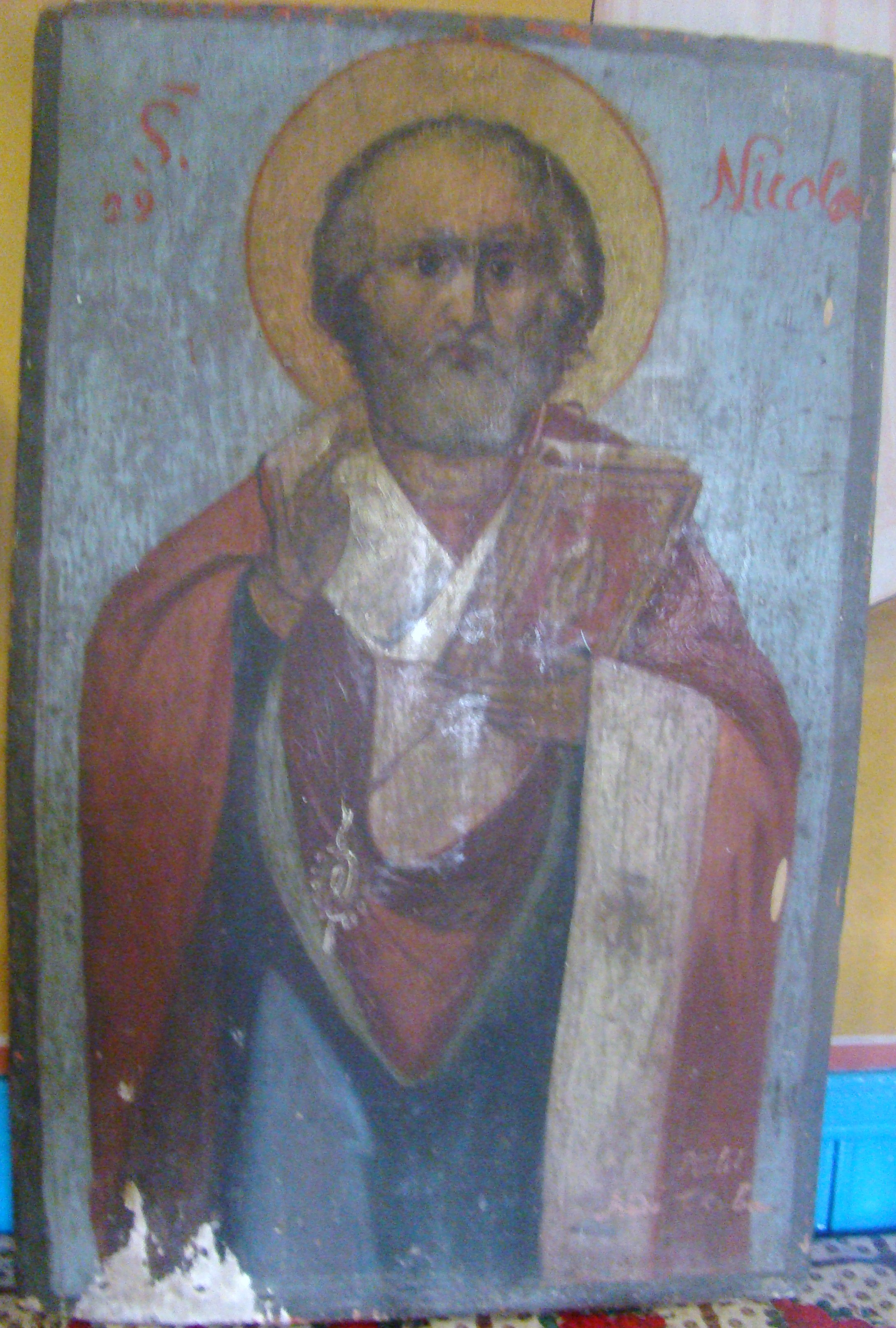
Sfântul Nicolae

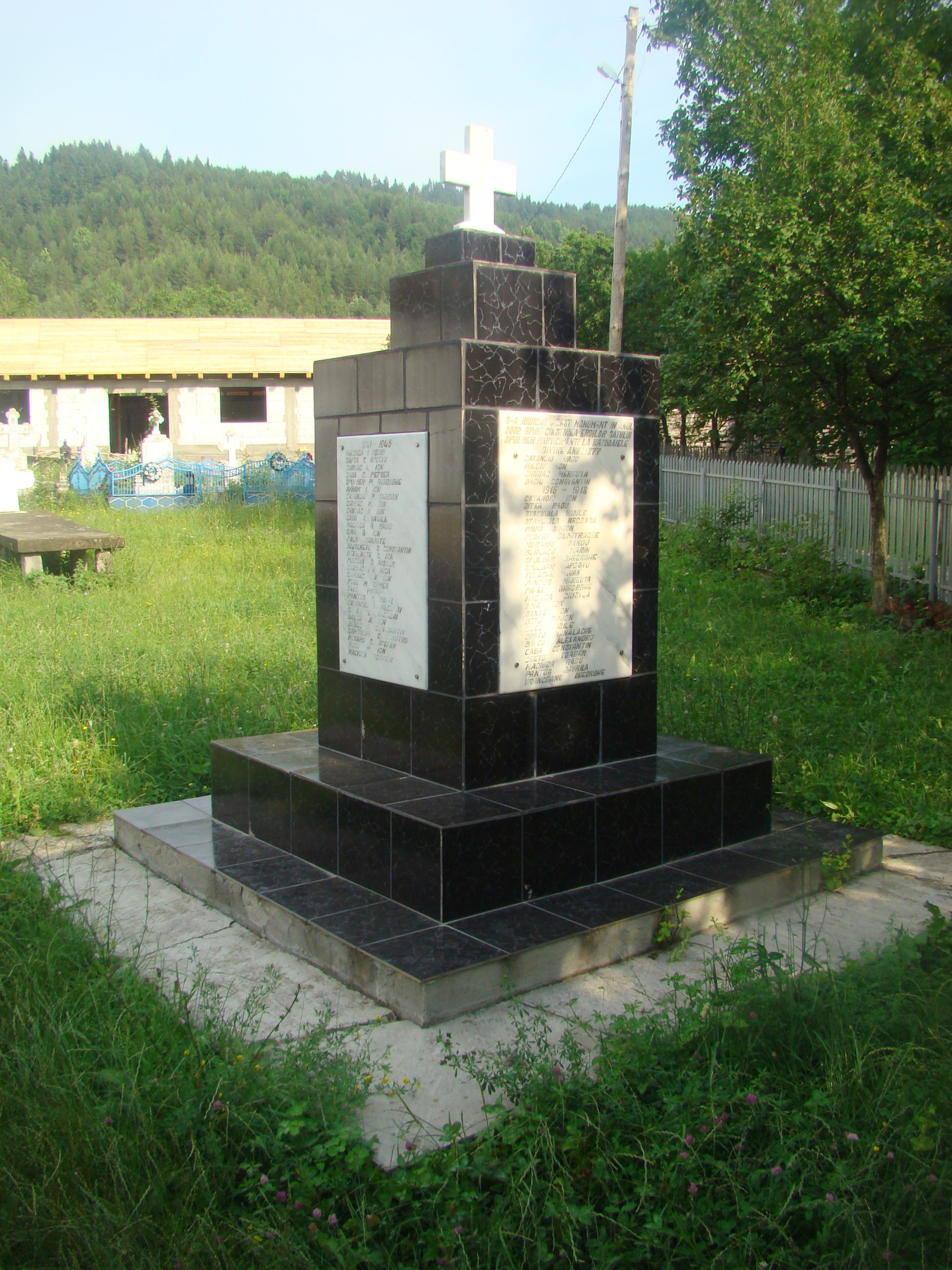
Monumentul Eroilor

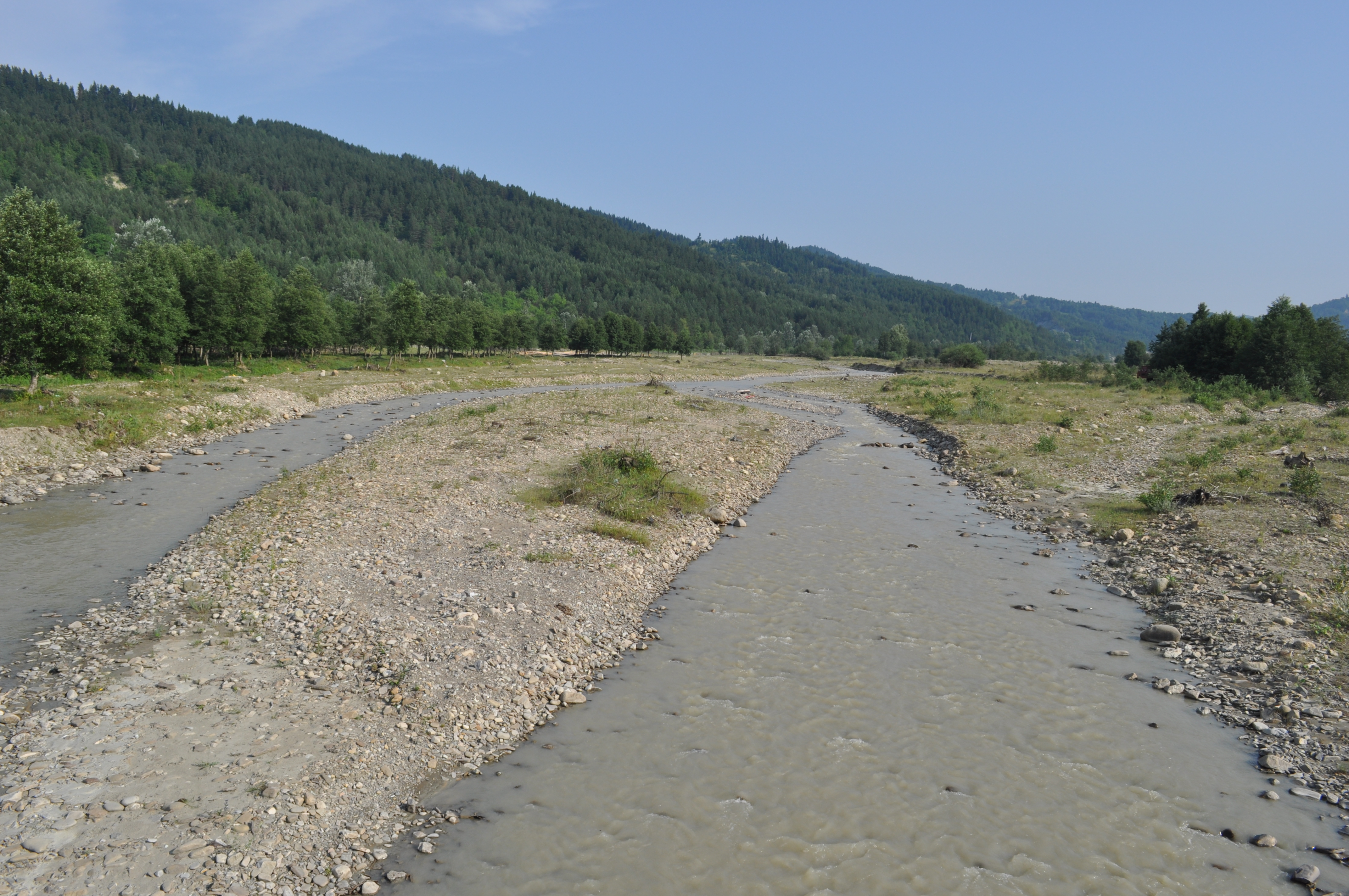
Împrejurimi

Biserica de lemn „Sfântul Nicolae” din Spulber-Vale, comuna Spulber, județul Vrancea a fost ridicată în anul 1840. În ciuda vechimii sale și a numărului redus de biserici vechi de lemn păstrate în Vrancea, nu figurează pe Lista Monumentelor Istorice din anul 2010.

## Istoric și trăsături
Biserica Comunei Spulber este așezată pe malul drept al râului Zăbala la poalele muntelui Tojani, acoperit de brazi, ce își întind cetina până la marginea satului. Nu există acte oficiale care să ateste un lăcaș de cult pe locul actual al Bisericii mai devreme de anul 1840. Cu toate acestea, tradiția locului și anumite descoperiri arheologice recente, redau cu mare certitudine faptul că mai înainte de această dată, aproximativ secolele XVI-XVII, aici a existat  un mic lăcaș de cult cu viață monahală de obște, cel mai probabil un schit. Dovadă stau descoperirile din anii 1987 și 1990 când în partea de sud a cimitirului, Ghincea Cristian (paracliserul bisericii), săpând un mormânt, a descoperit aproape de aleea de acces către casa de hram, mai multe morminte, foarte vechi, cel mai probabil din secolele mai sus enumerate. De menționat este și faptul că în primii ani după construcția actualului lăcaș (1840-1860), preoții slujitori erau monahii care mai rămăseseră din obștea de altădată. 
La anul 1840 este construită biserica, ctitorie a credincioșilor satului de la acea vreme, din lemn și acoperită cu șindrilă pe temelie de piatră de râu. Între anii 1840-1860, așa cum aminteam, la această biserică au slujit diferiți monahi. Nu li se cunosc numele. Biserica avea pictură pe pânză în ulei doar pe catapeteasma prinsă pe scândură. După anul 1860 la Biserica comunei Spulber vor sluji, pe perioade scurte mai multi preoți misionari trimiși de Episcopia Romanului, de care la vremea aceea aparținea și această parohie.
În anul 1924 biserica va fi renovată, schimbându-i-se șindrila și căptușindu-se exteriorul cu scândură. Tot în această perioadă se va construi și o clopotniță simplă din lemn acoperită cu șindrilă, având două clopote mici. Menționăm aici in mod deosebit activitatea D-lui Toader Chiciorea, fiul preotului Gheorghe Chiciorea, care sub conducerea sa pe vremea când era primarul satului, ajutat de un comitet de conducere, s-a înnoit catapeteasma cu pictură tot pe pânză și ulei, adăugându-se și icoanele împărătești și praznicale, pictate pe lemn, icoane care se păstrează și astăzi și urmează a fi așezate în muzeul Bisericii ce se va deschide până la finele anului 2008 din ințiativa preotului paroh Stoicescu Gh Georgian-Laurențiu. La anul 1940 Biserica, datorită deteriorării în timp a ei, va fi reconstruită, se va schimba cu totul acoperișul și se va pune tablă galvanizată. 
La acest an Biserica va fi resfințită de C. Pr. Ec. Stravofor Toader Macovei, Președintele Cercului Pastoral Zăbala și delegat al Sfintei Episcopii de Roman. În această Biserică au slujit pe rând preoți cu lungă durată: P.C. Preot Emanoil Andrei (1900-1920), apoi nepotul lui P.C. Preot Gheorghe Chiciorea (1921-1930), P.C. Preot Mina Moldovan (1930-1938); a urmat apoi o serie de mai mulți preoți călugări și misionari ca suplinitori, până la Pr. Nicolae Pogan (nu se cunosc cu exactitate anii de păstorire), apoi iar  suplinitori ca Pr. Gropnic C., până în 1957 când este hirotonit pe seama parohiei vacante tânarul preot Ludescu Dumitru, nepot al Pr. Gheorghe Chiciorea. În 1987 parohia devine vacantă fiind suplinită pentru scurt timp de Pr. Mitică Rebega. Apoi va fi ocupata de Pr Budianu Toderică, iar la inițiativa sa și a credincioșilor între anii 1992-1993 va mări Biserica și va fi pictată în tehnica fresco, fiind sfințită de către P.S. Episcop Epifanie Norocel, episcop al Eparhiei Buzăului și Vrancei. În anul 1996 parohia devine iarăși vacantă fiind ocupată în același an de Pr. Băieșu Corneliu. Acesta se va îngriji de reamenajarea clopotniței, aceasta fiind reconstruită aproape în totalitate. După anul 2000, prin bunăvoința credincioșilor și a conducerii locale, s-a construit și casa de hram, loc destinat săvârșirii mesei praznicale din ziua hramului - 6 decembrie. În septembrie 2006 parohia redevine vacantă, fiind ocupată la data de 19 Nov 2006 de preotul Stoicescu Gh. Georgian-Laurențiu, numit de către Episcopia Buzăului și Vrancei prin bunăvoința P.S. Sale Epifanie. Din aul 2009 parohia este administrată de preotul Măciucă Iulian George.

## Imagini din exterior

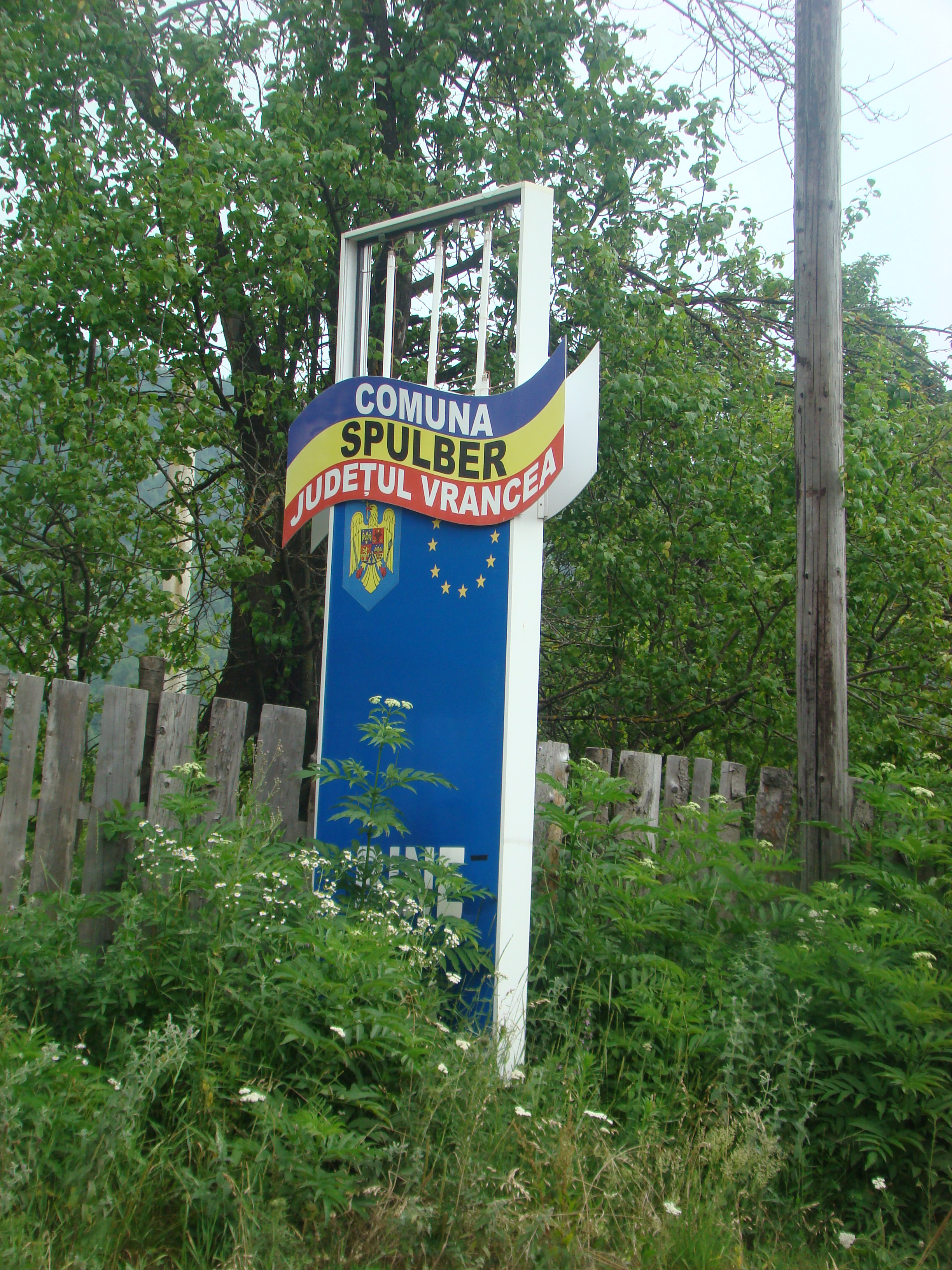
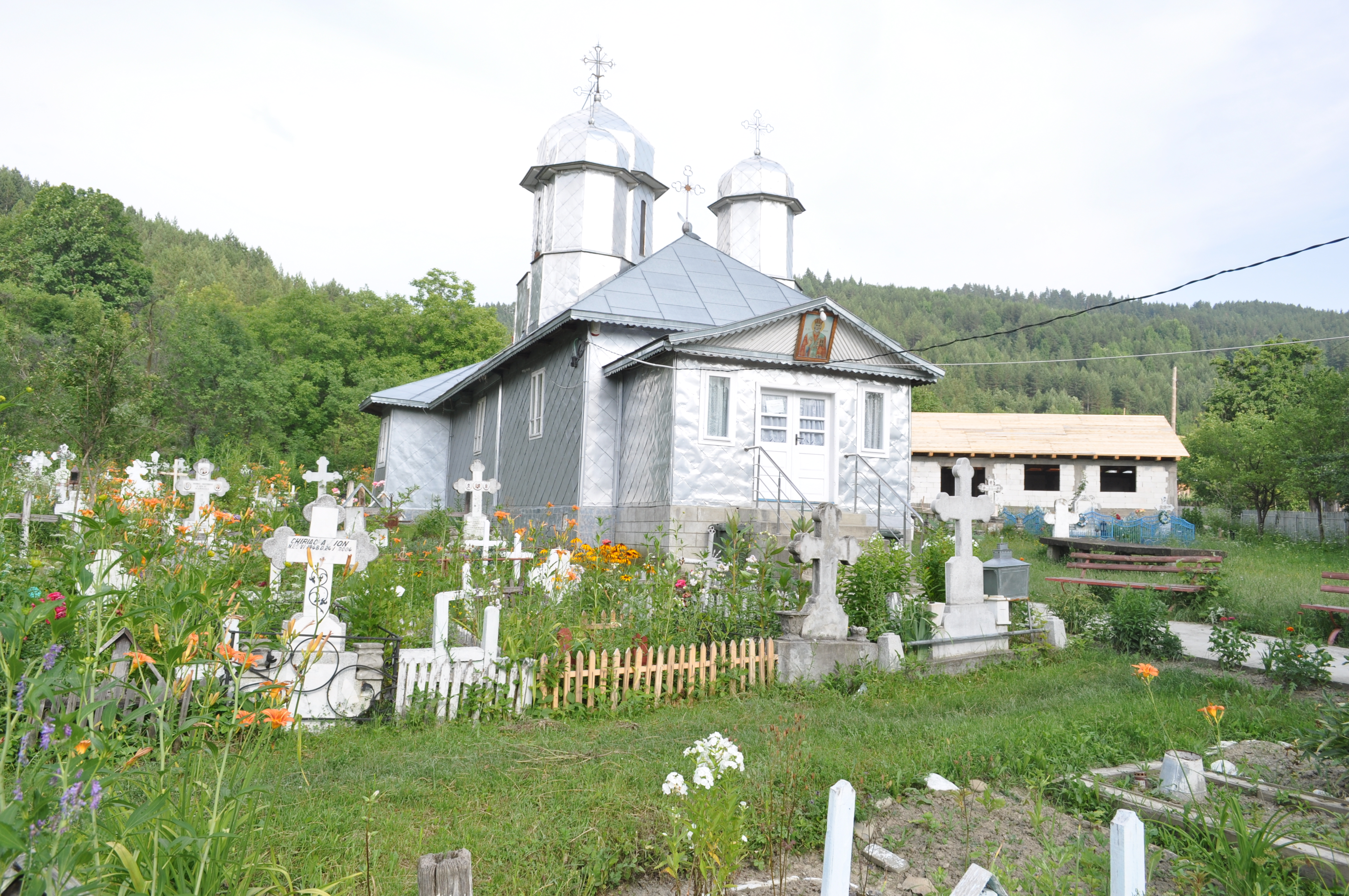
Biserica (nord-vest)
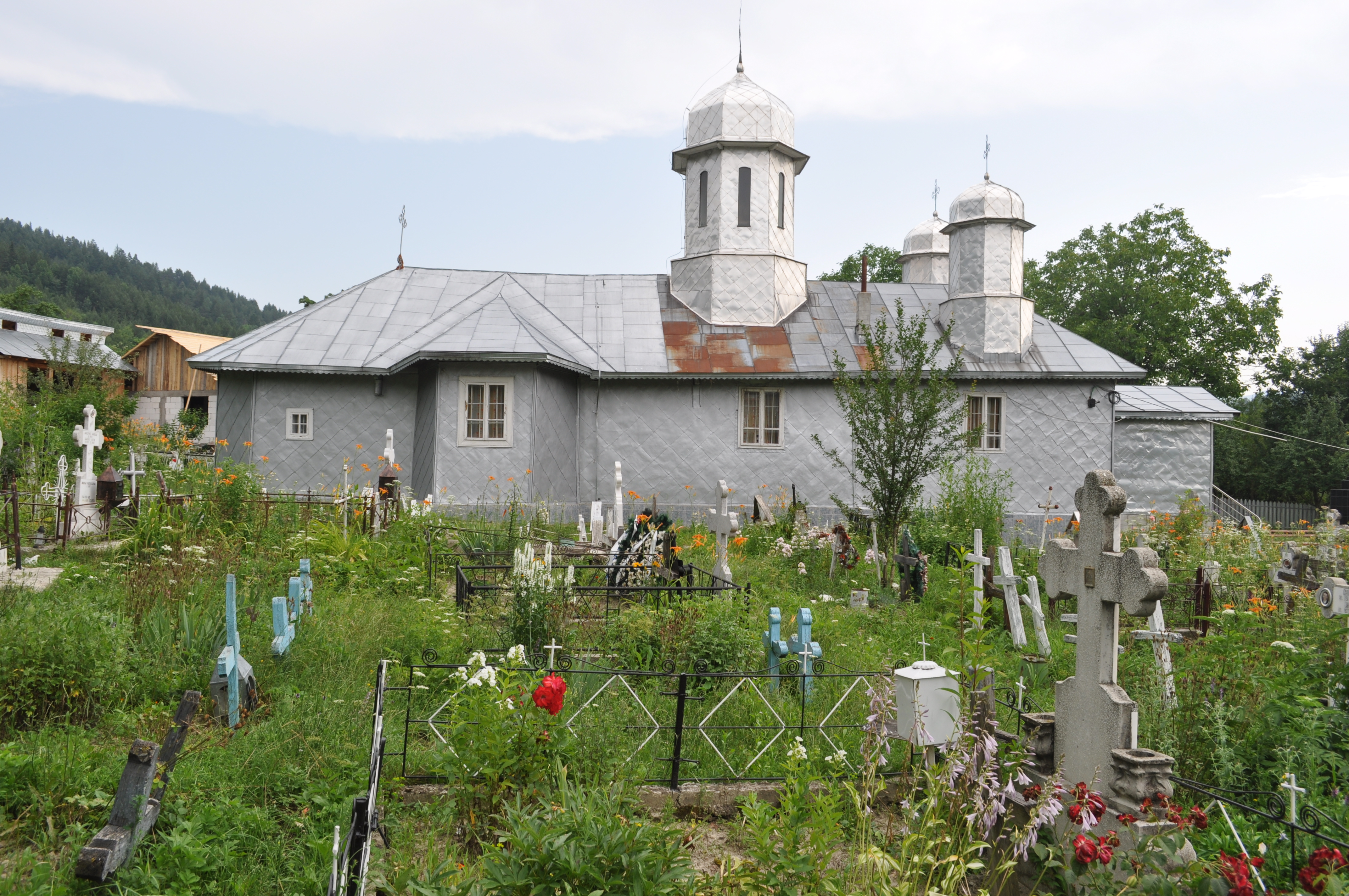
Biserica (nord)
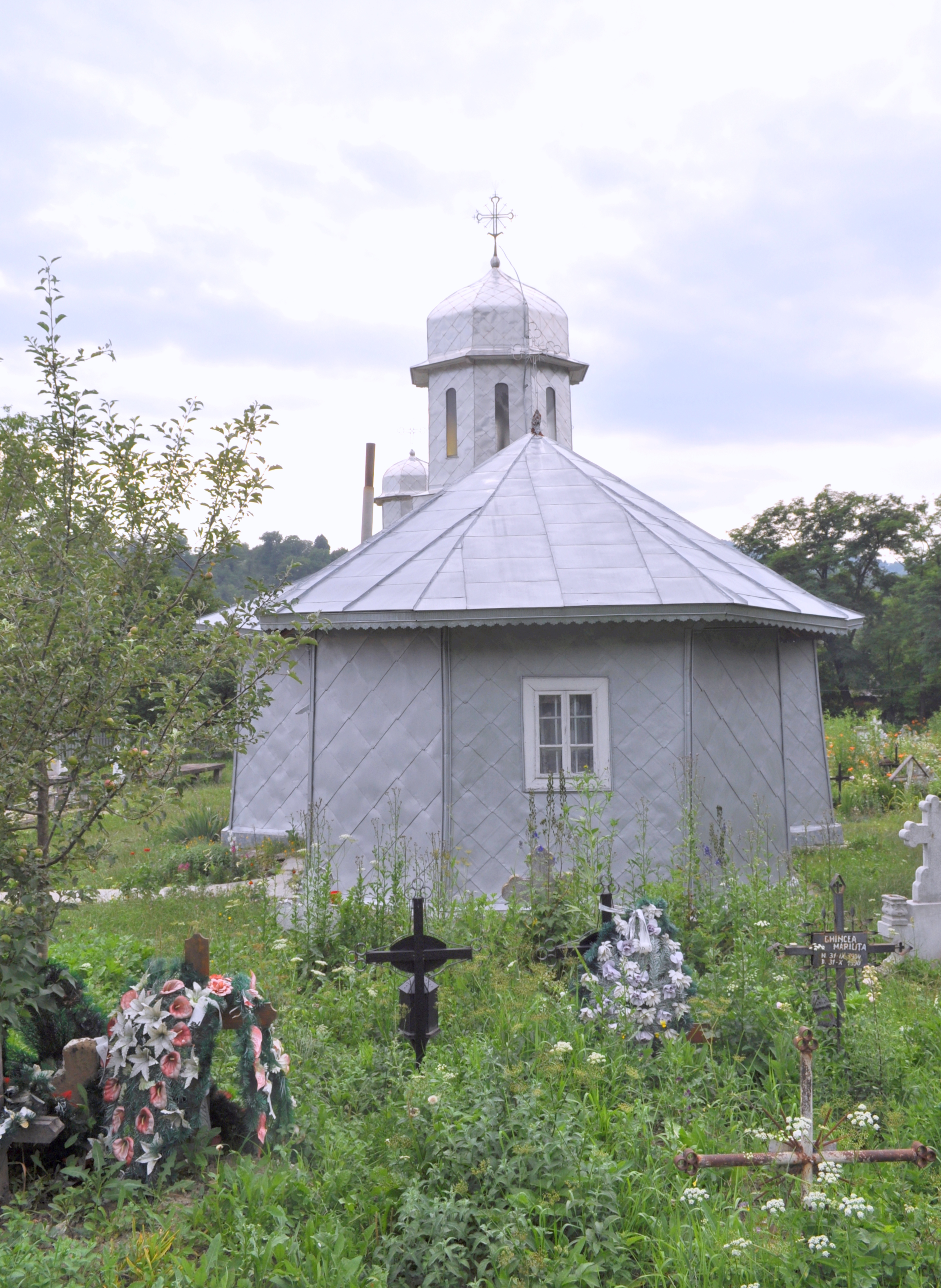
Biserica (est)
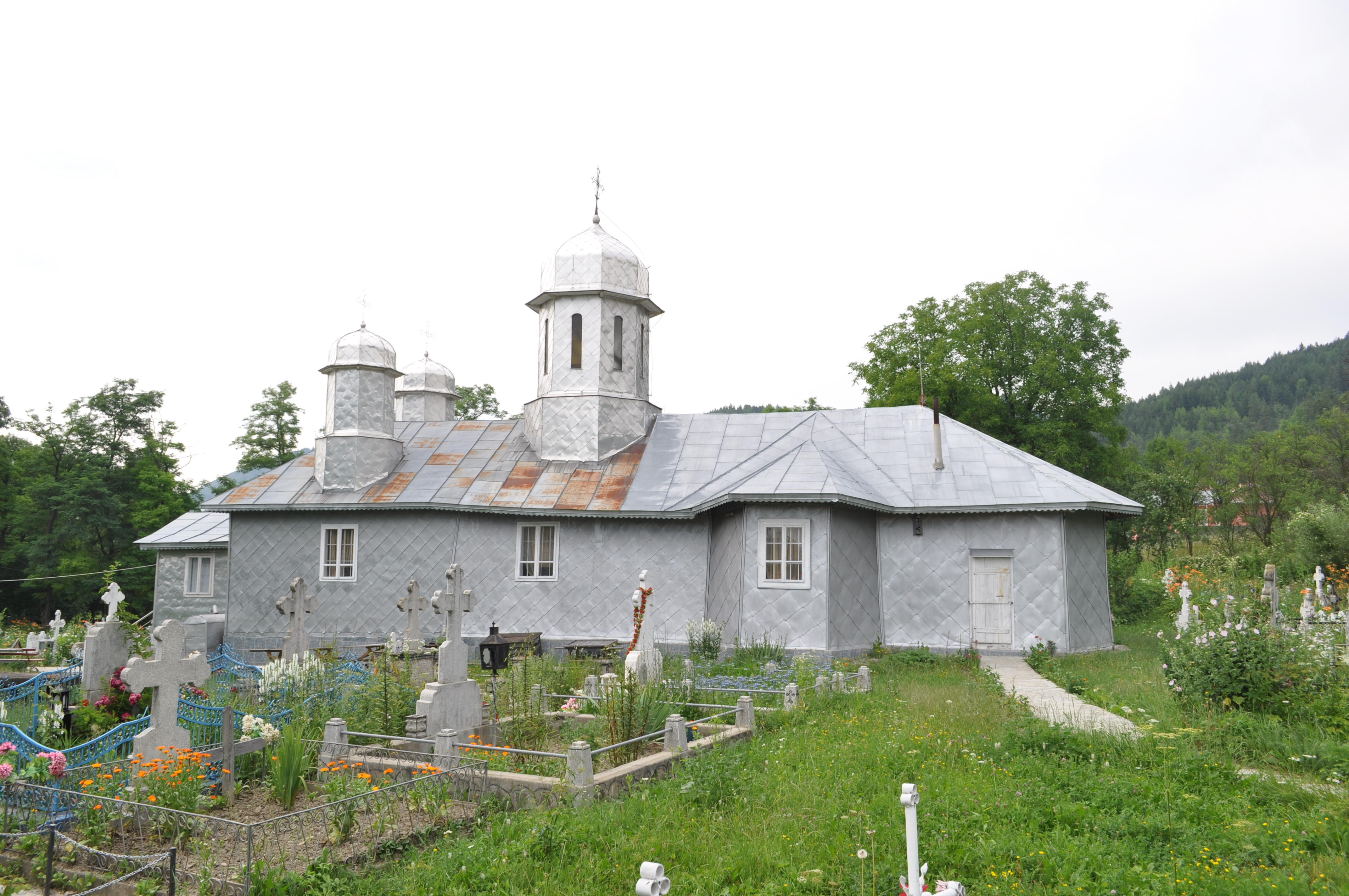
Biserica (sud)
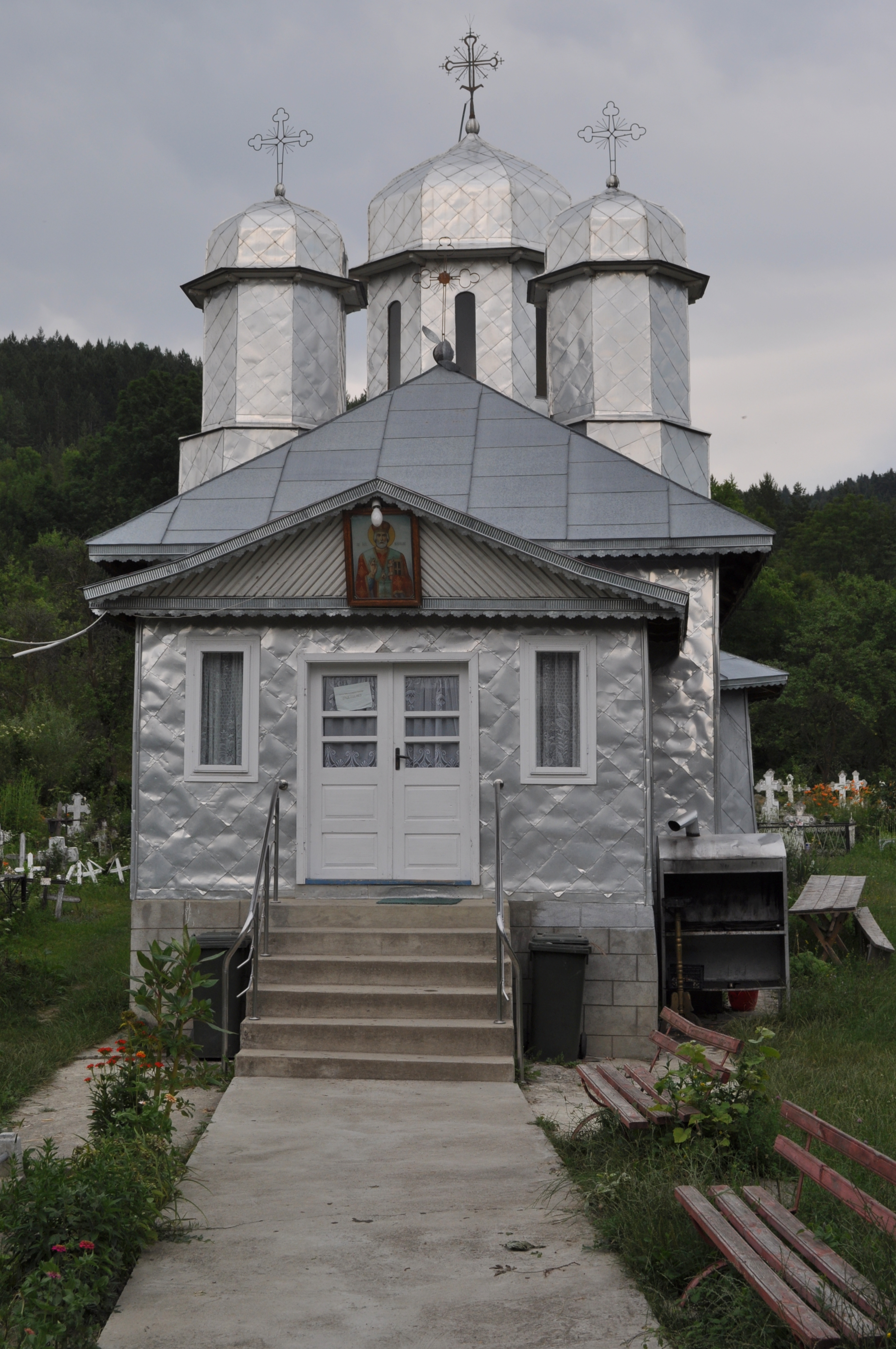
Biserica (vest)
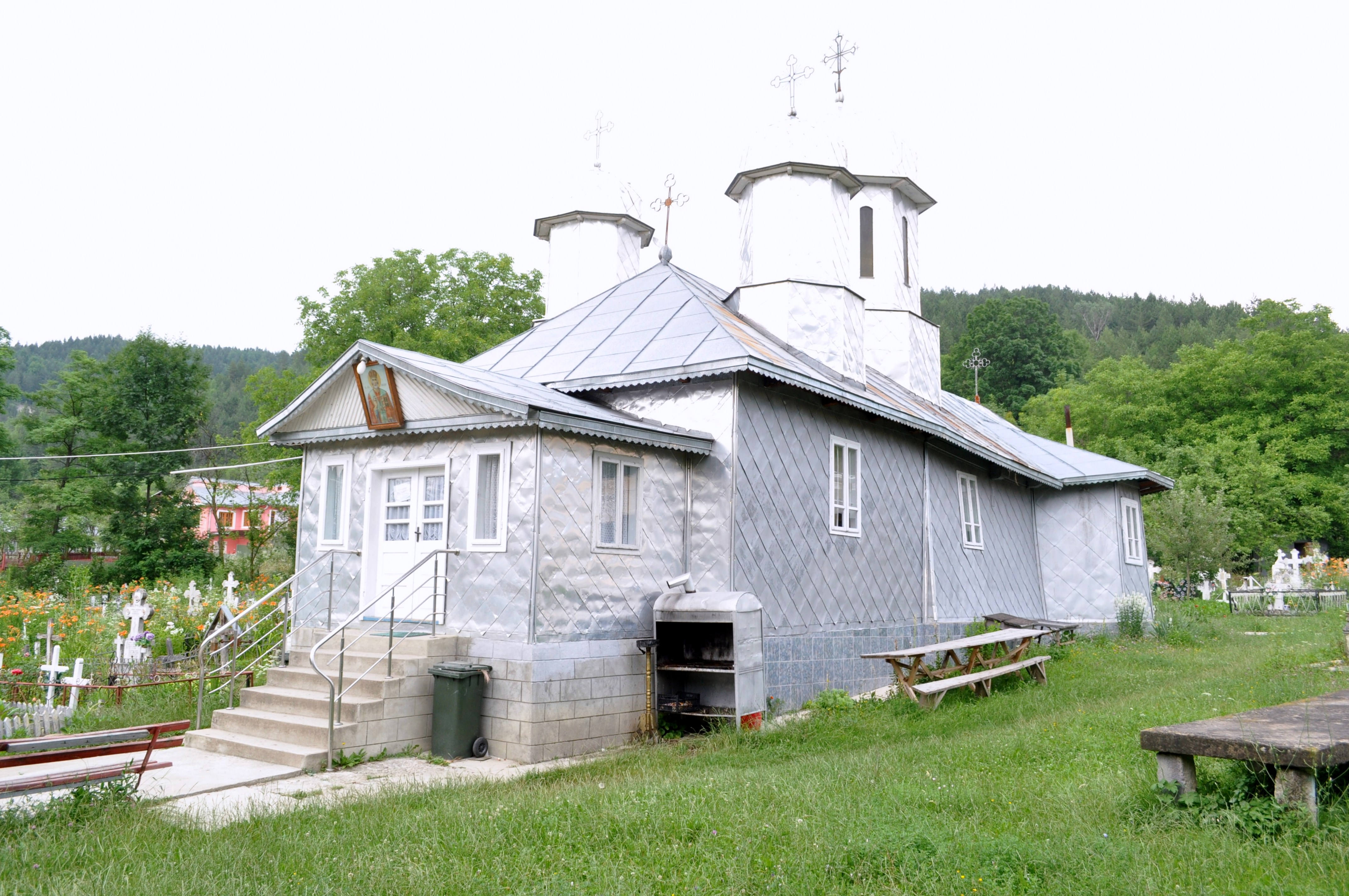
Biserica (sud-vest)
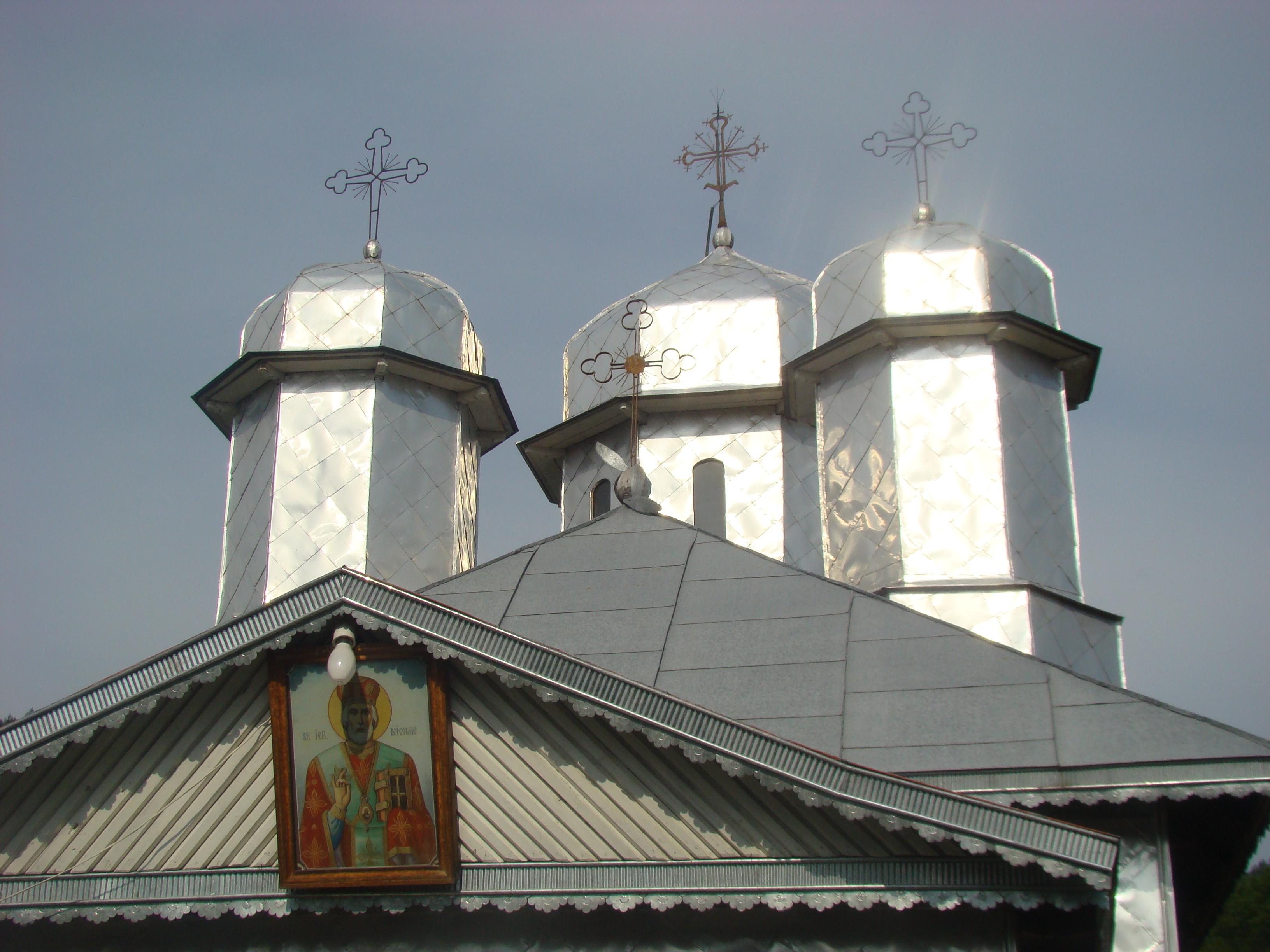
Turlele bisericii

## Imagini din interior

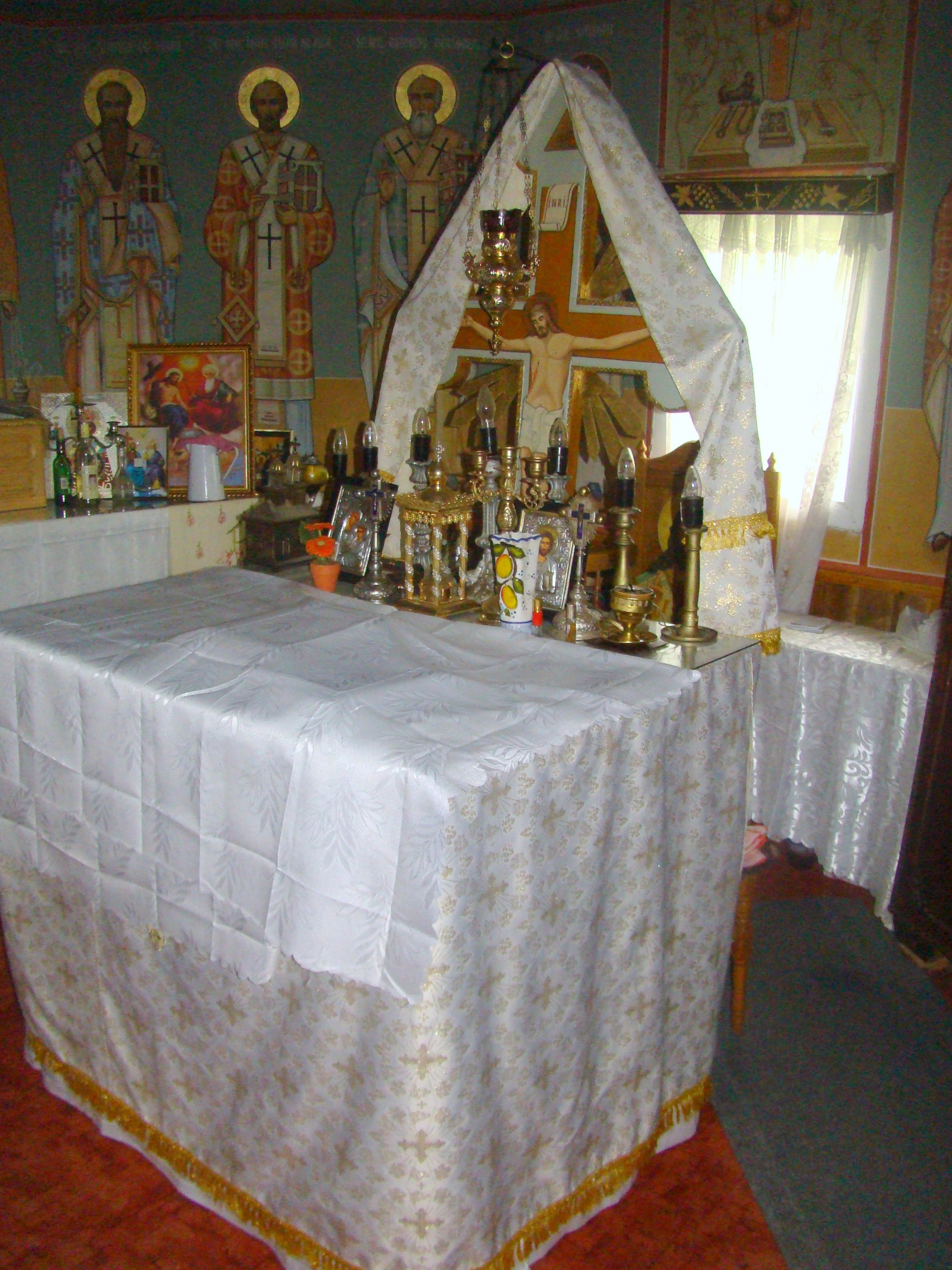
În altar
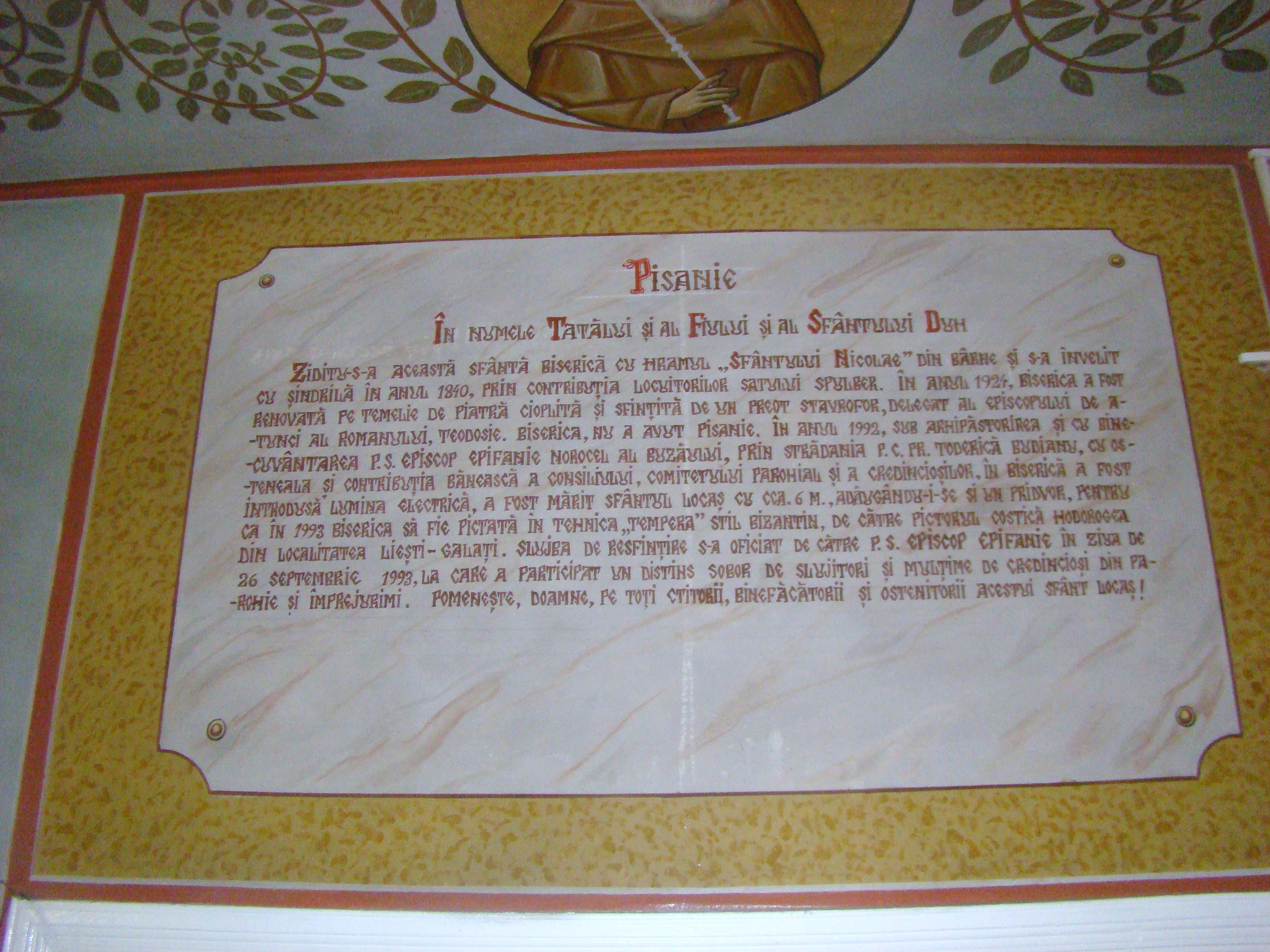
Pisanie
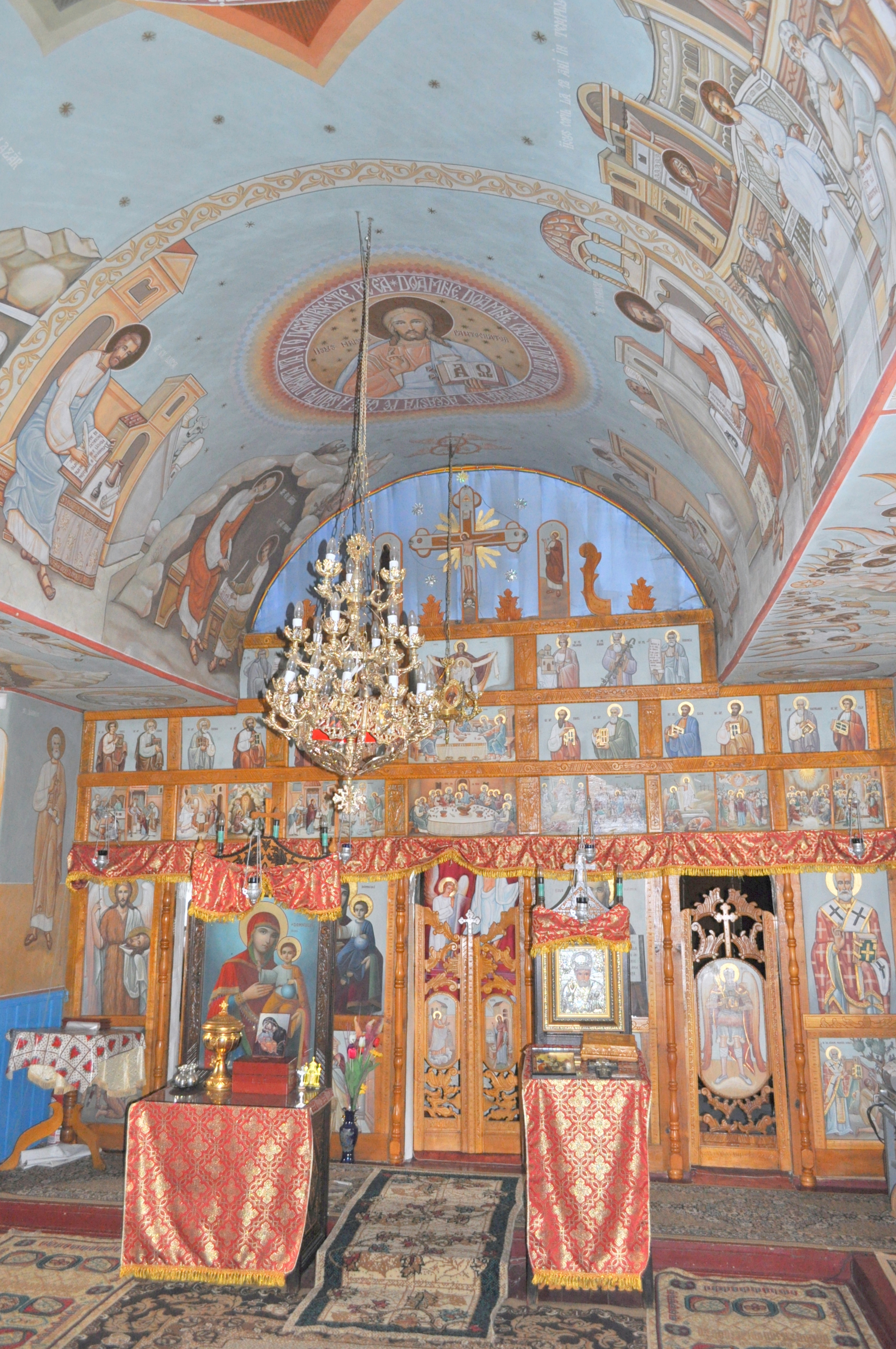
Iconostasul
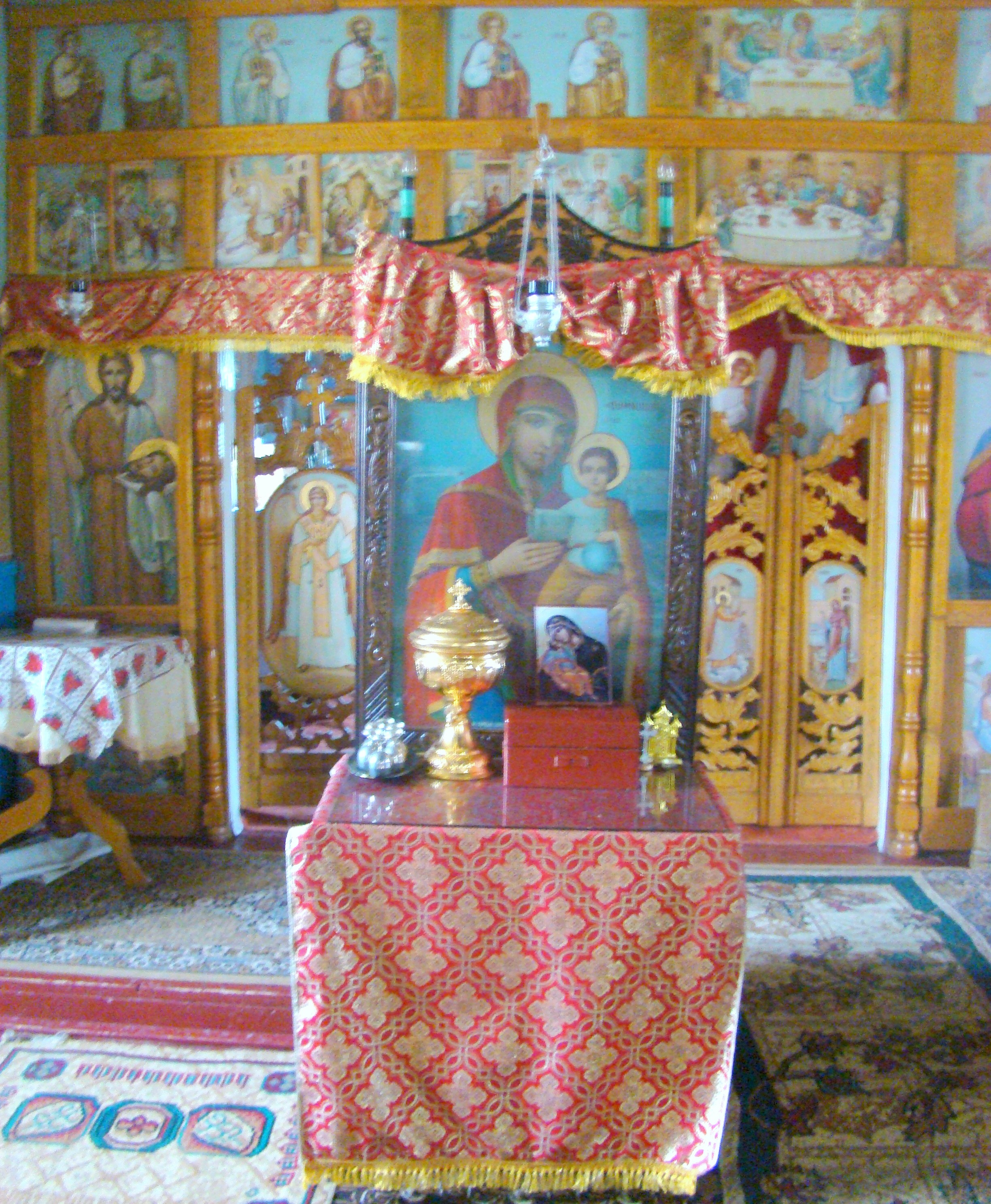
Maica Domnului cu Pruncul
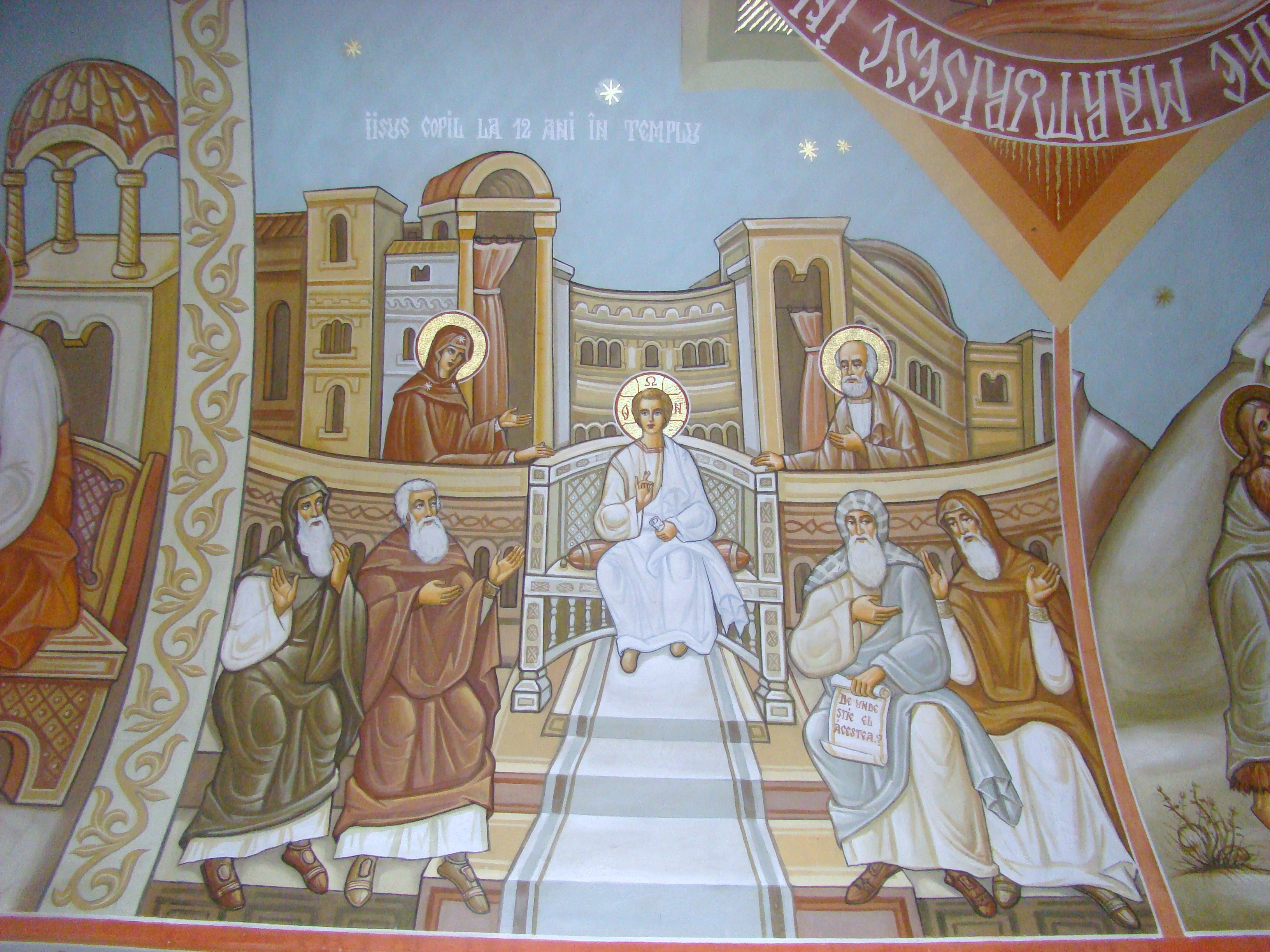
Iisus copil la 10 ani în templu
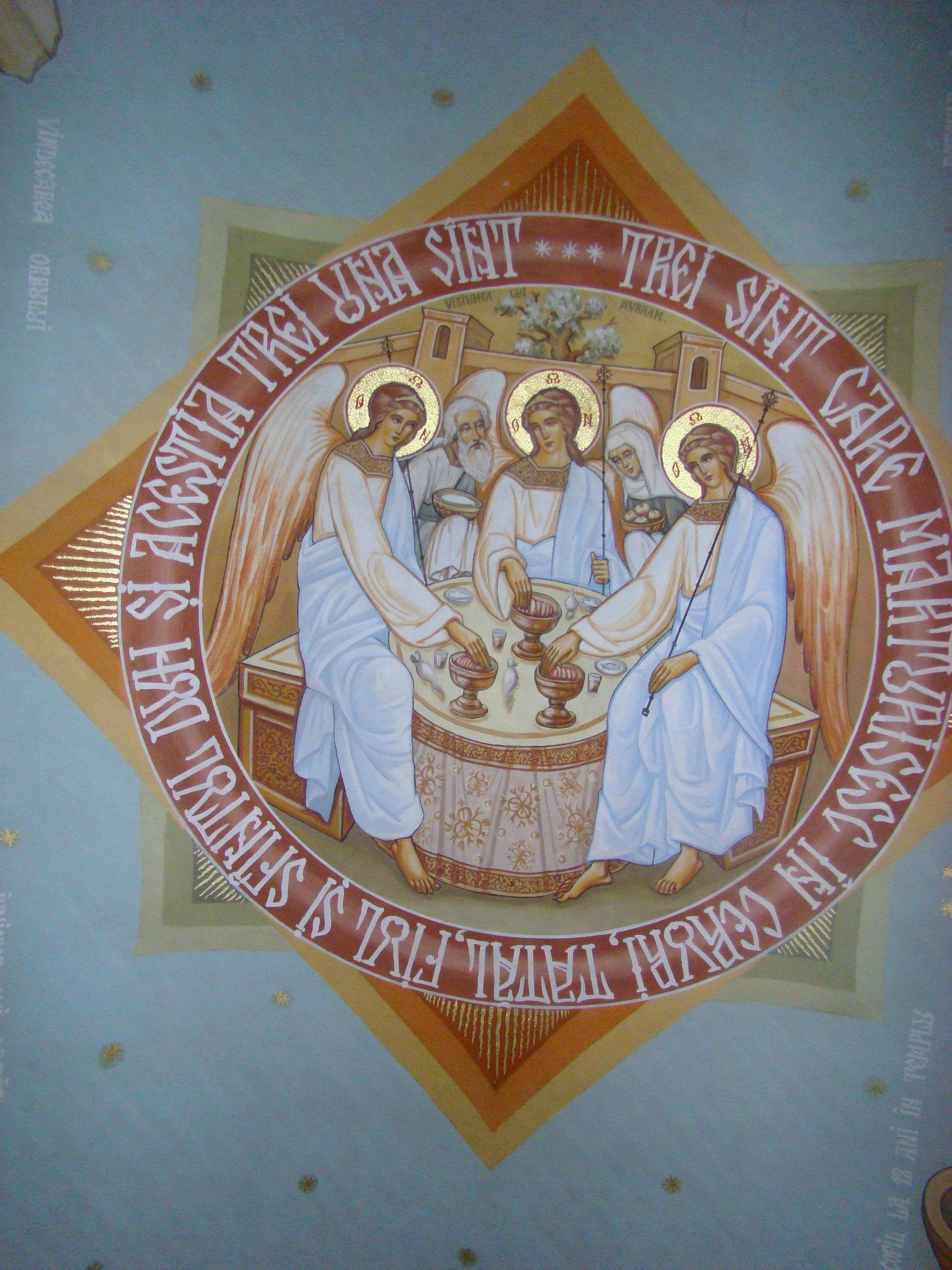
Bolta
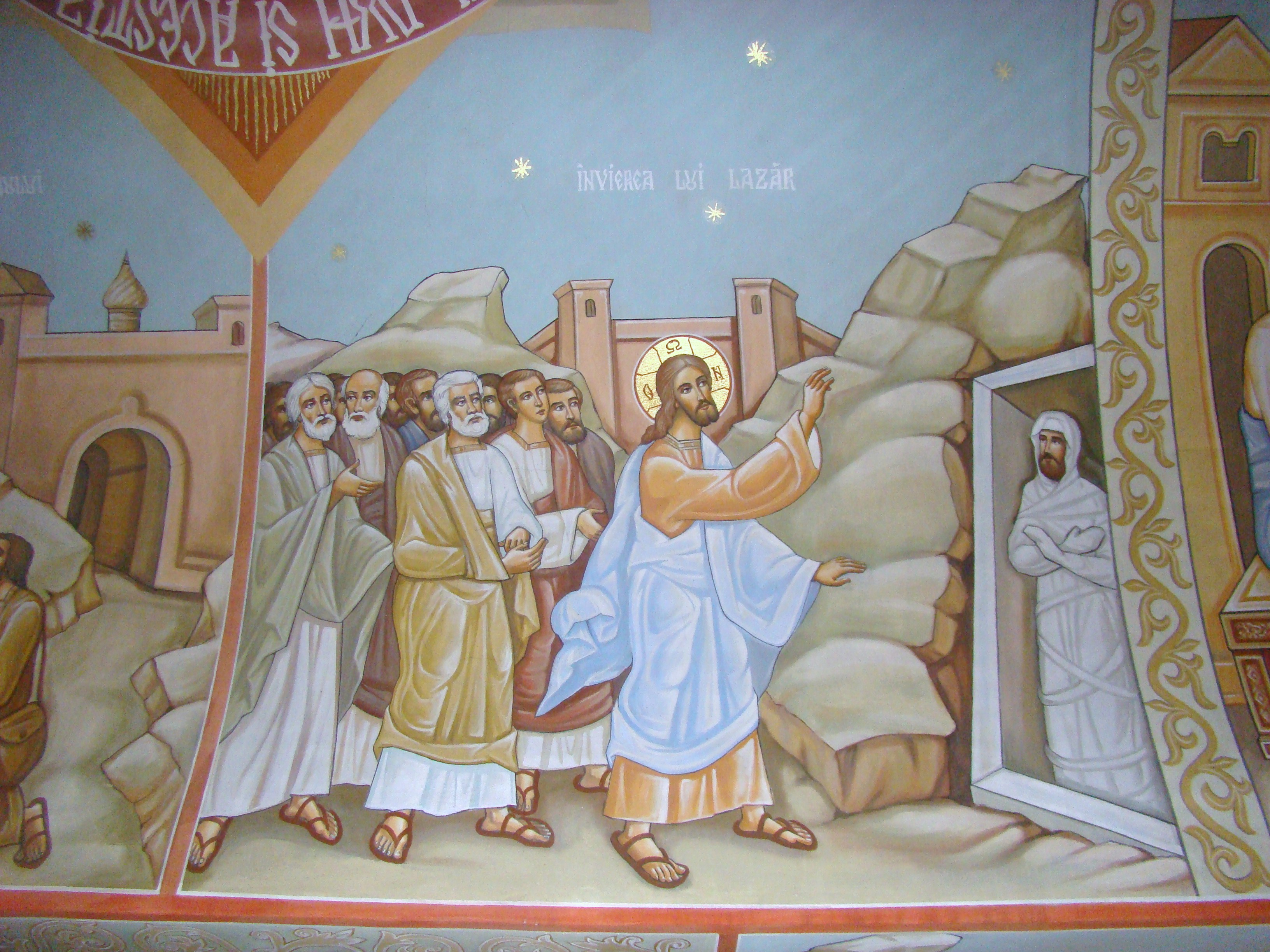
Învierea lui Lazăr
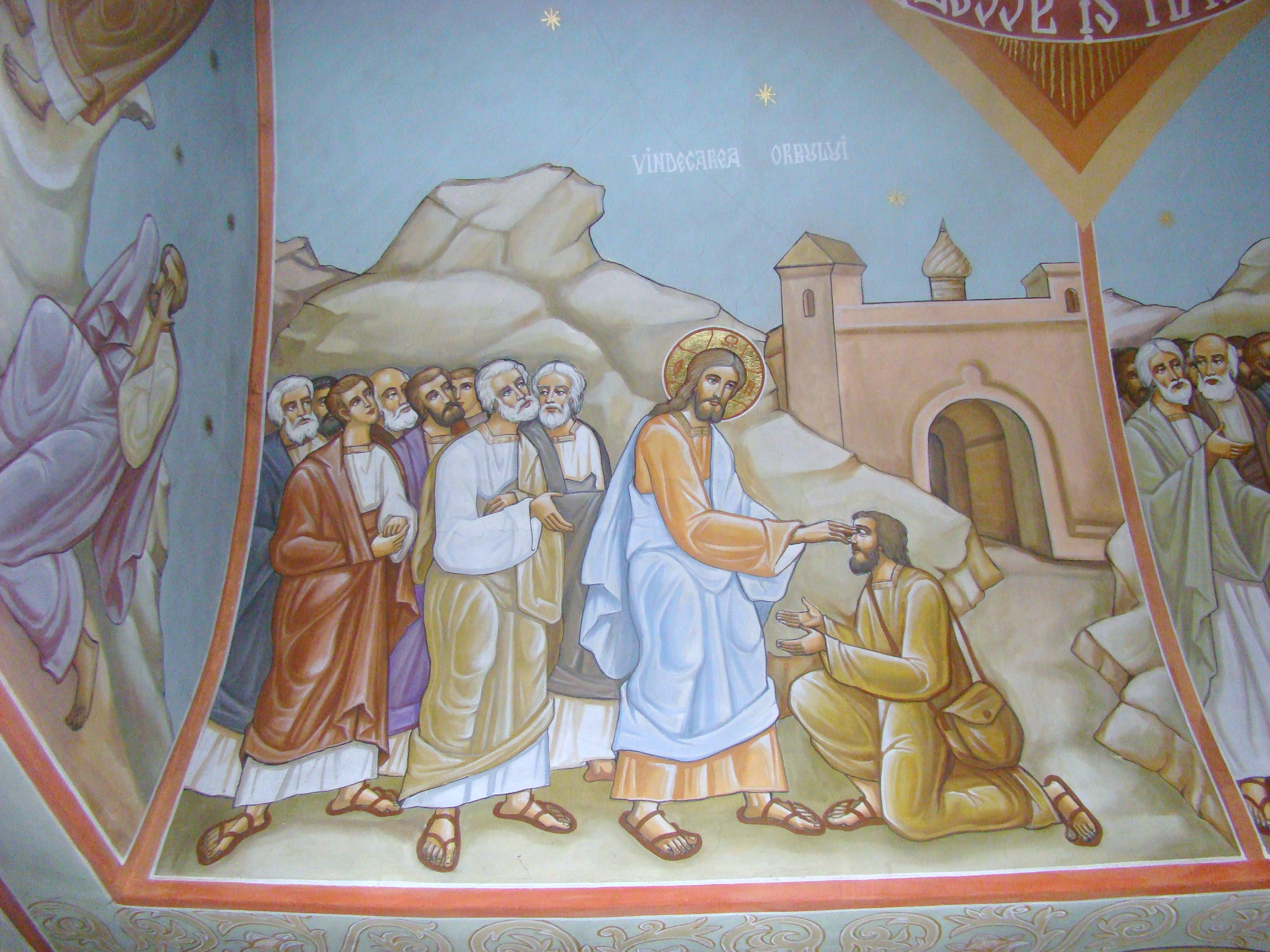
Vindecarea orbului
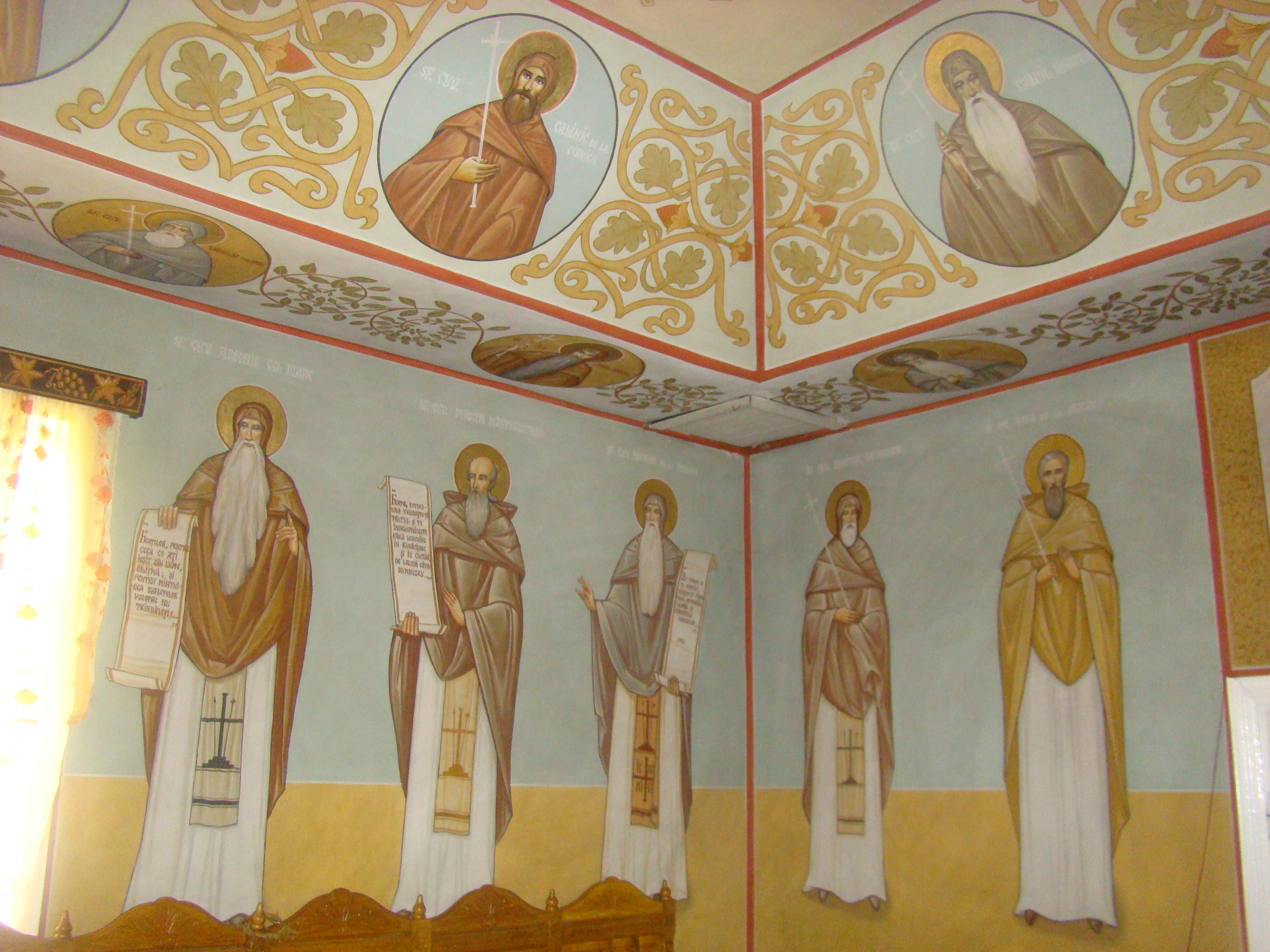
Sfinții Mucenici
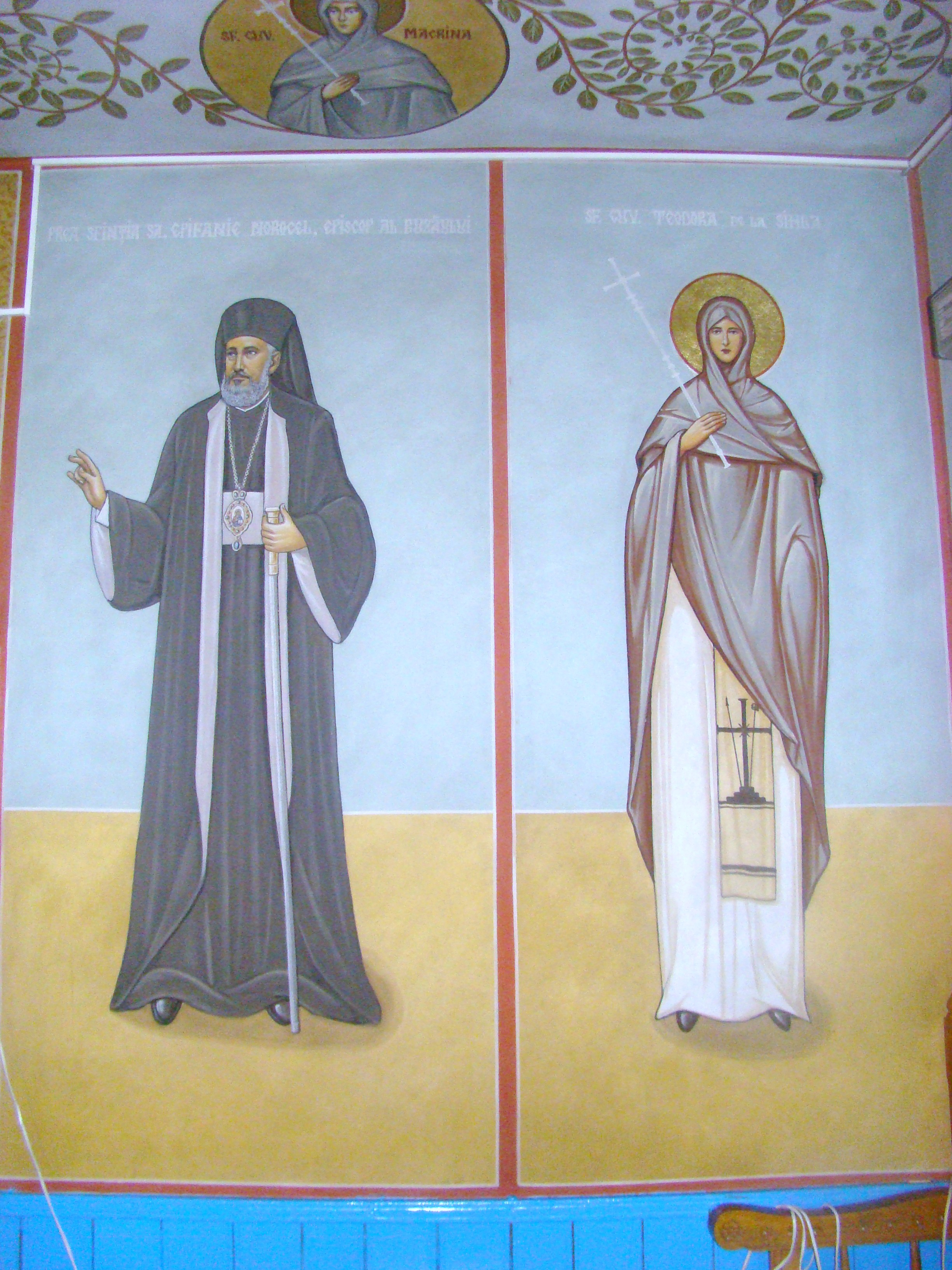
Sfânta cuvioasă Teodora
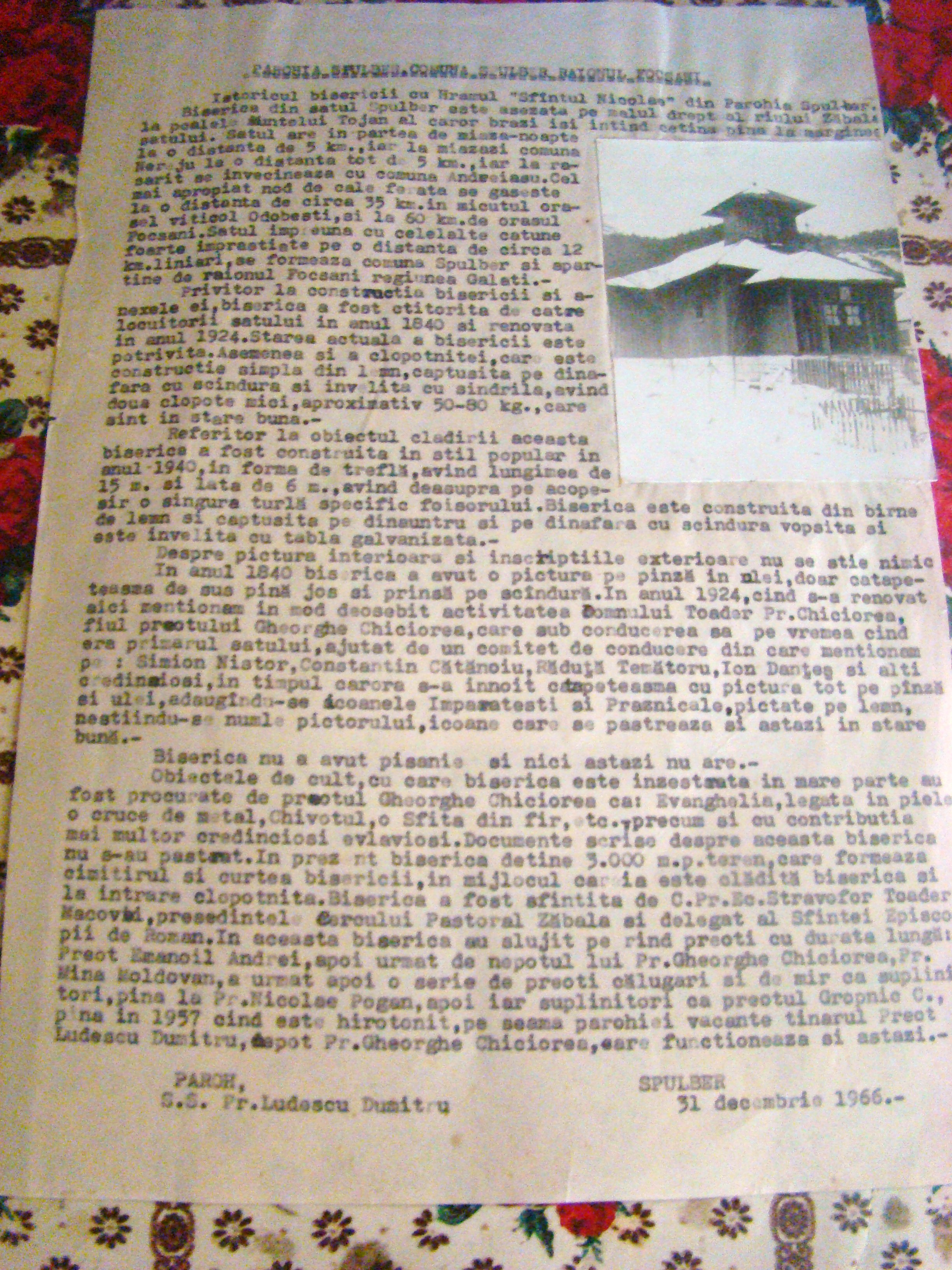
Istoricul bisericii